# Lipotriches geophila
Lipotriches geophila är en biart som först beskrevs av Cockerell 1930.  Lipotriches geophila ingår i släktet Lipotriches och familjen vägbin. Inga underarter finns listade i Catalogue of Life.